# Слон (скеля)
Слон — скеля, яка знаходиться в Ґорґанах. Височіє над річкою Прут, розташована на схід від центральної частини міста Яремче, що в Івано-Франківській області.

## Опис
Скеля «Слон» знаходиться на західних схилах гори Маковиця. Впирається у стрімкі води Пруту і позбавлена рослинності. Якщо дивитися на це місце здалеку, то можна чітко побачити на флішовій породі великий силует слона. Саме завдяки цьому місцеві жителі почали називати скелю «Слон».

## Історія
Комплекс став формуватися мільйони років тому. Рух тектонічних плит в мезозої перетворив його на плато на дні всесвітнього Тетісу.
Наприкінці XIX століття, коли селище не з'єднало транскарпатську залізнична гілку Делятин — Вороненко, скеля стала мекою Західної Європи.

## Галерея

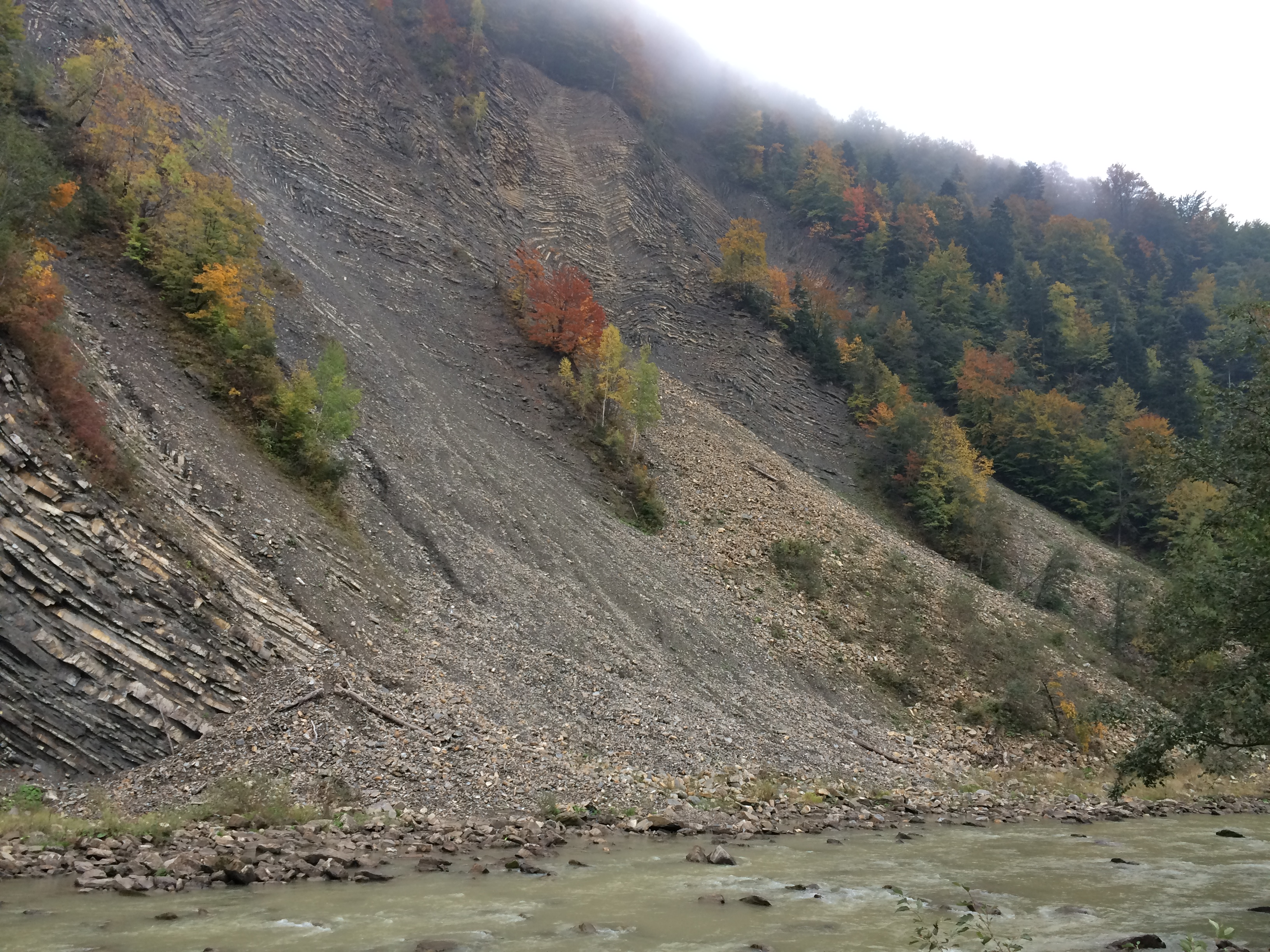
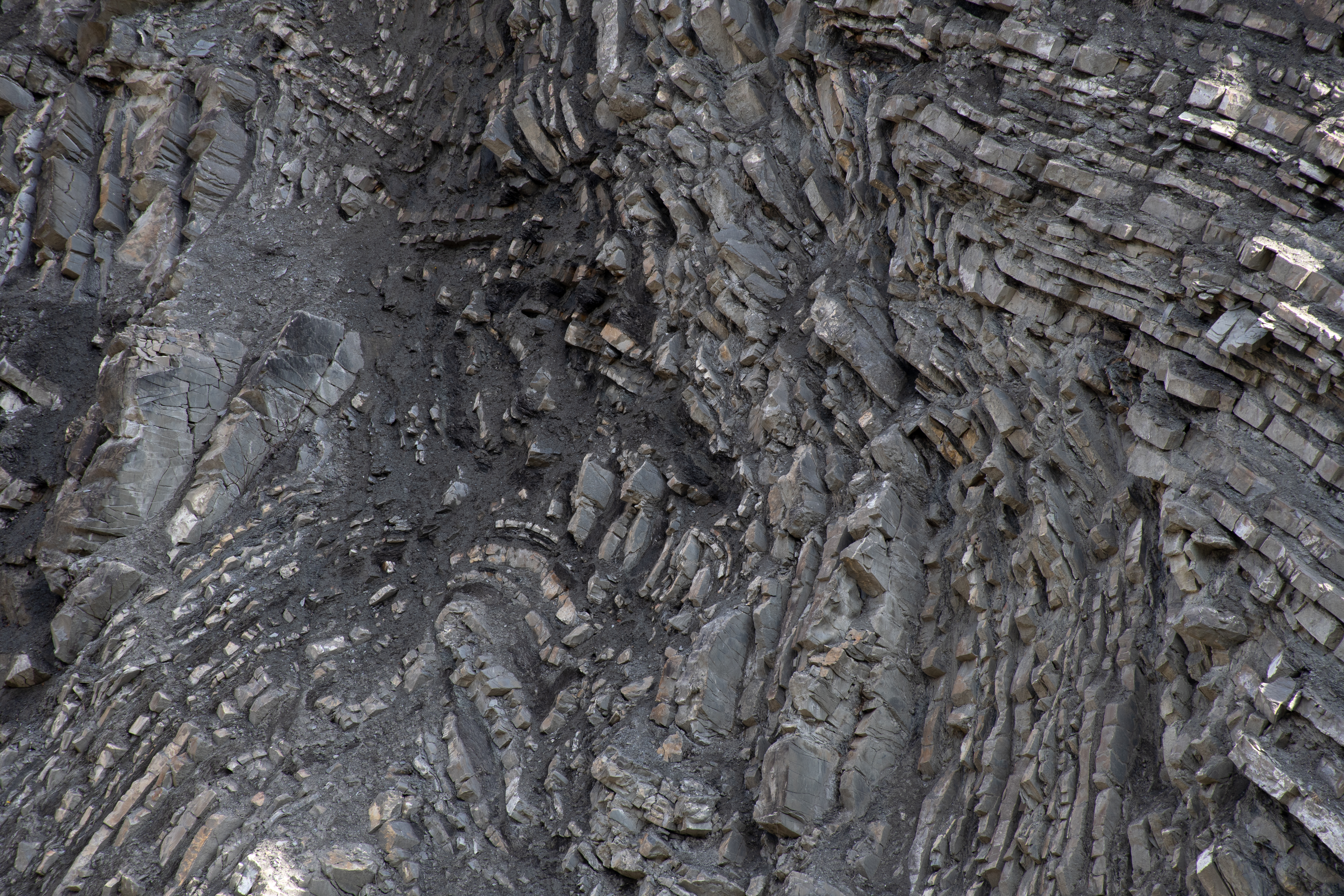
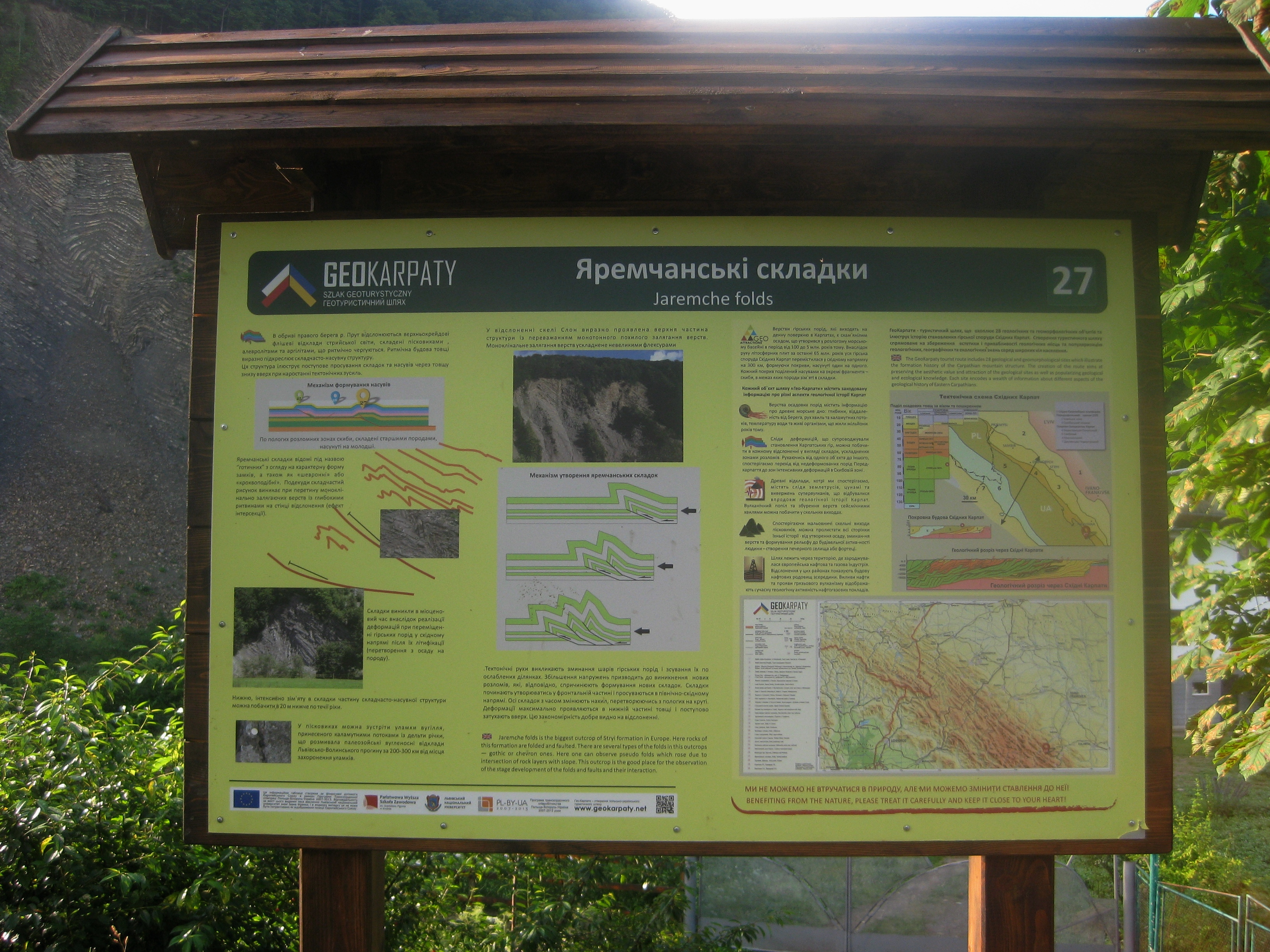